# Лопушанка (притока Лазещини)
Лопушанка — річка в Україні, у Рахівському районі Закарпатської області, права притока Лазещини (басейн Дунаю).

## Опис
Довжина річки приблизно 9 км. Формується з багатьох безіменних струмків.

## Розташування
Бере початок на сході від гірської вершини Какарази. Тече переважно на північ через урочище Лопушанка Плай і у селищі Ясіня впадає і річку Лазещину, ліву притоку Чорної Тиси.